# セルニツァ・オブ・ドラヴィ
セルニツァ・オブ・ドラヴィ（Selnica ob Dravi, ドイツ語：Zellnitz）は、スロベニアの市である。ドラヴァ川岸のセルニツァという意味である。